# Furacão Klaus (1984)

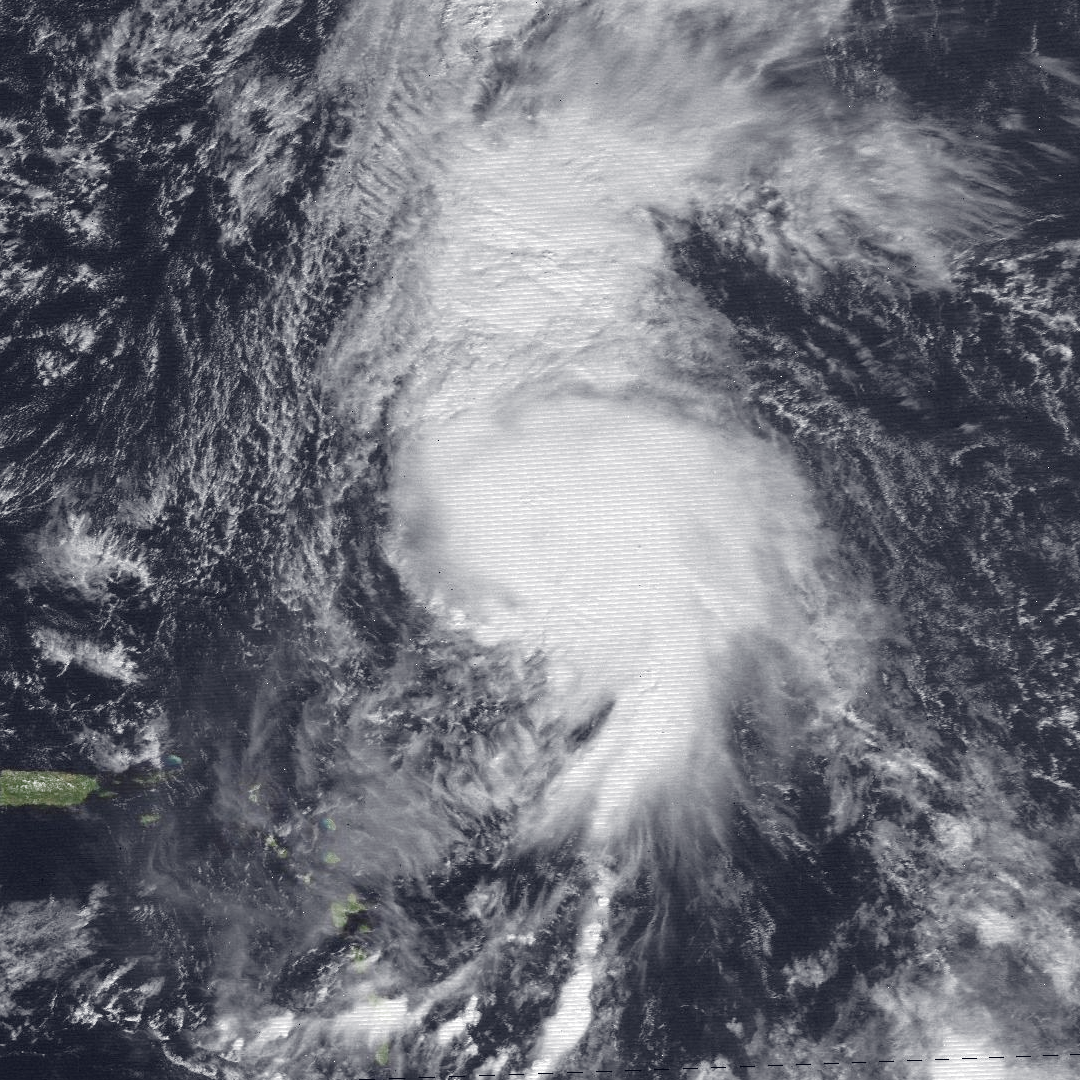
O furacão Klaus em sua máxima intensidade a Nordeste das Ilhas de Sotavento em 9 de novembro de 1984.

O Furacão Klaus foi um furacão Atlântico que causou chuvas pesadas sobre Porto Rico em novembro de 1984. Ele atingiu as Ilhas de Sotavento pelo Oeste durante a temporada de furacões no Atlântico de 1984, o Klaus evoluiu desde 5 de novembro e só se dissipou em  13 de novembro de 1984.